# نوستك أليف الحرارة
نوستك أليف الحرارة (الاسم العلمي:Nostoc thermophilum) هو نوع من البكتيريا يتبع جنس النوستك من الفصيلة النوستكية.